# 光明网 (朝鲜)
光明網（：／ Kwangmyongmang），是朝鮮民主主義人民共和國在2000年由朝鮮電腦研究中心（KCC）建立的國家區域網路。該網將國內公共機構網站相連接，但並無公開連接至國際互聯網。朝鮮官方稱為了避免國内民眾受到外國的敵對网站所提供的「不良」資訊的精神污染，故此网并不直接连接至外部互联网，为独立运作之內部网络，朝鲜政府甚至亦禁止普通民众任意访问此互联网。
在光明网中，顶级域名.kp所对应的网站无法在外部访问，且光明网内部所用的IP地址是10.0.0.0/8段的专用网络。由於服務器極少，朝鲜人发现通常情况下用数字IP地址访问网站比输入字母URL网址更加方便。和互联网一样，光明网的内容也可以用浏览器如我的国家访问，并且光明网也提供了內部的搜索引擎、电子邮件、新闻组等服务。
在朝鲜，只有极少数党政官员、平壤市富裕阶层、外国驻朝机构和访朝外国记者及游客得到当局特别许可后才能够办理連線世界的国际互联网接入服务，使光明网成为了朝鲜一般民众访问网络的唯一途径。

## 覆蓋範圍
光明網基本上已覆蓋朝鲜的各大主要城市、道府、市郡、大學及主要工商機構。

## 網站內容
- 光明網的內容包括：政治、經濟、科學、文化等各個領域方面的知識。
- 來自朝鲜的各大學之科學研究領域的學術論文及學術專門著作都通過該網實現了網上學術交流和資訊共享。
- 目前朝鲜境内的各政府機關、道政府、文化機構、大學，以及一些主要工商機構都建立起自己的網站，並已連結至「光明網」。
- 近年來，有購物網站與娛樂內容的社交網站也逐漸出現，並出現移動版本的排版可以透過手機進行操作。[4]

## 入網辦法
朝鲜民眾取得配發的電腦后，再到各電話分局辦理入網申請手續，可免費24小時透過電話線路，使用無限流量的光明網服務。

## 使用语言
該網絡使用朝文作為界面主要語言，並配備了由朝鲜2,000多名語言專家共同開發的朝文、俄文、中文、英文、法文、德文及日文等七種語言即時網上翻譯系統，共包含2,000,000多個詞語，解決了一般朝鲜民眾不熟悉外文的學習障礙。

## 朝鲜互联网现状
在2010年朝鲜劳动党举行建党65周年庆典之时，来平壤报道的国外媒体记者被允许在政府提供的“媒体室”中无障碍地接入国际互联网，但普通民众仍然不能访问国际互联网，只能访问国内的光明网，除此之外，電腦在朝鲜的普及率很低。朝鲜政府内部可以连接国际互联网。例如朝鲜中央通讯社在更新网站内容时，通过中国联通提供的服务器地址访问互联网。
以下是一些朝鲜网站：
- 外务省 http://www.mfa.gov.kp/ （页面存档备份，存于）
- 朝中社 http://www.kcna.kp/ （页面存档备份，存于）
- 我的国家中文网 http://naenara.com.kp/ （页面存档备份，存于）
- 高丽航空 http://www.airkoryo.com.kp/ （页面存档备份，存于）
- 友谊网 http://www.friend.com.kp/ （页面存档备份，存于）
- 朝鲜海上监督局 http://ma.gov.kp/ （页面存档备份，存于）
- 统一的回声广播电台 http://www.tongilvoice.com/index.php （页面存档备份，存于）